# Bas Rutten
Sebastiaan 'Bas' Rutten (Eindhoven, 24 februari 1965) is een (voormalig) Nederlands Mixed Martial Arts (MMA)-vechter, kickbokser en acteur. 
Rutten was kampioen zwaargewicht van de Amerikaanse organisatie UFC, driemaal King of Pancrase en eindigde zijn carrière met een reeks van 22 ongeslagen gevechten (21 keer winst, één gelijkspel). Hij werd in 2007 co-presentator van het Amerikaanse tv-programma Inside MMA. Ook buiten de kooi is Rutten een graag geziene gast wegens zijn charme en gevoel voor humor.
Als vechter was een van zijn favoriete tactieken de leverstoot (zowel stoot als trap). Hij maakte deze techniek populair binnen MMA-kringen. Rutten staat bekend om zijn charisma en heeft van zijn bekendheid in Amerika gebruikgemaakt nadat hij in 1999 stopte met vechten, al vocht hij in 2006 nog eenmaal. Hij heeft gewerkt als color commentator voor verschillende MMA-organisaties, inclusief Pride, en zijn opwachting gemaakt in verscheidene tv-shows, films (zoals de film: Here comes the boom) en videogames. Hij is ook MMA-coach geweest en heeft verschillende instructievideo's op de markt gebracht.

## Biografie
Rutten werd geboren in Eindhoven en verhuisde later naar Valkenswaard waar hij op 12-jarige leeftijd geïnteresseerd werd in vechtkunsten nadat hij Enter the Dragon had gezien in een bioscoop in Zuid-Frankrijk, waar hij met zijn ouders op vakantie was. Omdat de minimumleeftijd voor de film 17 jaar was, moest Rutten samen met een speelkameraad de bioscoop in sluipen om de film te kunnen zien. Zijn ouders lieten hem in eerste instantie geen lid worden van een school voor vechtsport omdat ze daar op tegen waren. Maar uiteindelijk kreeg hij hen zover en mocht hij beginnen met trainen in taekwondo. Hij was zeer bedreven en behaalde uiteindelijk de tweedegraads zwarte band. Daarna richtte hij zich op Kyokushin Karate en behaalde daarin een vijfdegraads zwarte band.
Op de middelbare school was Rutten niet groot en sterk en bovendien had hij een huidaandoening (eczeem) waardoor hij regelmatig gepest werd. Ook had hij astma. Nadat hij begonnen was met vechtsporten kreeg hij wederom last van pesterijen, maar dit keer sloeg hij een van zijn kwelgeesten een gebroken neus. Hierna haalden zijn ouders hem meteen van vechtsporten af. Jaren later, tijdens een reünie van zijn oude school plaagde Rutten zijn oude klasgenoten door ze te vragen of iemand het op dat moment nog tegen hem op durfde te nemen.

### Kickboksen
Toen Bas Rutten uit huis ging begon hij meteen weer met vechtsporten. Op 20-jarige leeftijd begon hij deel te nemen aan competities in het Thaiboksen. Hij vocht daarin 15 keer en won de eerste 14 allemaal door middel van een knock-out. Maar in zijn laatste gevecht verloor hij van Frank Lobman op Technisch knock-out. De reden hiervoor, zo vertelde hij jaren later, is dat hij kort voor het gevecht een pijnstillende injectie had gekregen vanwege een blessure. Hierdoor voelde hij zijn benen niet meer optimaal wat hem tijdens het gevecht parten speelde.

### Pancrase
Rutten, die veel kritiek ontving na zijn laatste gevecht in Nederland  en daardoor niet meer in zijn geboorteland wilde vechten, maakte daarna carrière in het Pancrase dat in Japan erg populair was. In 1993 reisden de zogeheten Pro Wrestlers Masakatsu Funaki en Minoru Suzuki naar Nederland om vechters te scouten voor hun nieuwe organisatie die zich richtte op "hybride worstelen" (bushido-worstelen). Deze vechtstijl bestond uit het vechten op de grond (submission fighting), maar zonder stoten naar het gezicht met een gesloten vuist. Het bleek een voorloper te zijn van het latere MMA en had latere MMA-sterren onder zich zoals Frank Shamrock, Vernon White, Maurice Smith, Ken Shamrock en Guy Mezger.
In zijn eerste gevechten leidde zijn (toentertijd) gebrek aan ervaring in het grondgevecht ertoe dat hij verloor van Masakatsu Funaki en de toenmalige 'King of Pancrase' Ken Shamrock. Ook verloor hij, op meer discutabele wijze, van Frank Shamrock door middel van een gedeelde jurybeslissing. Rutten kwam in 1995 terug en verloor wederom van Ken Shamrock, maar versloeg de tot dan toe ongeslagen Minoru Suzuki, waarbij hij zijn eerste King of Pancrase-titel veroverde. Hij won daarna in 1996 alsnog van zowel Frank Shamrock als Masakatsu Funaki. Later versloeg hij ook Jason Delucia en Guy Mezger, waardoor hij in totaal drie keer King of Pancrase werd. In 1996 deed Rutten afstand van zijn titel om getuige te zijn van de geboorte van zijn tweede dochter. Rutten kwam terug in het pancrasecircuit met nog acht overwinningen, waarmee hij op negentien opeenvolgende winstpartijen kwam te staan.

### UFC
In 1998 tekende Bas Rutten een contract bij de UFC (Ultimate Fighting Championship), de grootste MMA promotie organisatie in de VS. Zijn eerste gevecht in de UFC was tegen Tsuyoshi Kohsaka tijdens UFC 18, die Rutten won door middel van knock-out. Daarna stond hij tegenover Kevin Randleman voor de UFC titel in het zwaargewicht tijdens UFC 20. Dit gevecht ging de "overtime" in. Rutten won met een split decision en won zo de titel in het zwaargewicht. Een jaar later wilde Rutten de eerste titelhouder zijn in twee UFC gewichtsklassen en zakte naar het middengewicht (het tegenwoordige licht zwaargewicht), welke dichter bij zijn natuurlijke gewicht was.
Tijdens zijn training voor zijn volgende UFC gevecht in 1999 werd Rutten getroffen door een aantal ernstige blessures (onder meer een knieblessure, een scheur in zijn biceps en een nekblessure). Hij werd hierdoor gedwongen om zijn MMA loopbaan voorlopig te beëindigen.
Gedurende zijn MMA carrière werd hij beroemd vanwege onder andere twee dingen: Zijn voorkeur voor de leverstoot en zijn gewoonte om na een overwinning de "Rutten Jump" (een jumping split) viermaal uit te voeren naar iedere zijde van de ring/zaal.

### Na zijn vechtcarrière
Na het beëindigen van zijn carrière als vechter in 1999 richtte Rutten zich op het beroep van acteur. Hij kreeg kleine rollen in tv-shows zoals Martial Law en The King of Queens. Ook trad hij op in kleine films als Shadow Fury en The Eliminator.
Rutten worstelde een paar keer voor NJPW van 2000 tot 2002 waarin hij onder meer een poging voor de titel deed tegen Yuji Nagata, welke niet slaagde.
Rutten was ook de "color commentator" voor de Engelse producties van de Pride Fighting Championship evenementen. Door zijn gevoel voor humor en zijn parate kennis van de sport werd Rutten al snel een favoriete commentator onder fans. In april 2006 kondigde Rutten aan geen commentator voor Pride te blijven, omdat hij te vaak heen en weer moest vliegen naar Japan, en hierdoor weinig tijd met zijn gezin kon doorbrengen.
Rutten heeft een kleine rol in de video game Grand Theft Auto IV in de in-game tv-show genaamd "The Men's Room."
Hij was ook stand-in voor de vecht stunts van de hoofdrolspeler. Hij vertelde later dat toen hij voor de opnames kwam hij de productiemedewerkers vroeg hoe gewelddadig ze het wilde hebben. Ze zeiden hem alles te geven. Na twee uur stopte ze hem en zeiden dat hij niet nog verder hoefde te gaan.
Rutten werd in 2007 presentator van het televisieprogramma Inside MMA. Ook becommentarieert hij de MMA-gevechten van de organisatie "Dream". Omdat deze wedstrijden zich in Japan afspelen, geeft hij live commentaar vanuit de HDNet studio's in Los Angeles.
In 2012 speelde Rutten de rol van Niko in de film Here Comes the Boom.

### Coaching
Hij is een gecertificeerde trainer voor (MTBN) Thai Boxing en Pancrase. Rutten coachte Mark Kerr tijdens het filmen van de HBO-documentaire "The Smashing Machine".
In 2006 werd Rutten coach voor de nieuwe International Fight League, een MMA organisatie die focust op team combat. Zijn team, de Anacondas, versloegen de Silverbacks met 3-2.
Rutten is investeerder in the Legends MMA gym in Hollywood en geeft daar sporadisch lessen.
Ook heeft hij een tijdje Kimbo Slice getraind voor zijn professionele MMA gevechten. Kimbo Slice is een straatvechter die via internetfilmpjes bekend werd om zijn rauwe 'blotevuistgevechten' in achtertuinen en op pleintjes. Later werd hij gevraagd voor echte MMA gevechten vanwege zijn populariteit, met wisselend succes. Kimbo overleed echter plots in 2016 aan hartfalen.

### Allerlaatste gevecht
Mei 2006 kondigde Bas Rutten zijn terugkeer in de achthoek (MMA gevechten in Amerika worden in een achthoekige kooi zonder dak gehouden) aan. Doktoren vonden hem weer gezond genoeg en dus zou hij (op inmiddels 41-jarige leeftijd) vechten tegen Kimo Leopoldo. Twee dagen voor het evenement werd Kimo echter positief getest op Stanozolol, een anabole steroïde. In plaats van tegen Leopoldo vocht Rutten op 22 juli 2006 tegen Ruben "Warpath" Villareal. Rutten won deze wedstrijd in de eerste ronde door middel van een technische knock-out, nadat low kicks naar het bovenbeen het voor zijn tegenstander onmogelijk maakten om te blijven staan. Hiermee zette hij zijn ongeslagen reeks op 21, met 1 draw (gelijke stand).

### Trivia
Zijn eerste vrouw gaf hem ooit de bijnaam "El Guapo" wat "De goed uitziende" betekent in het Spaans. De inspiratie voor die naam was de komische speelfilm "Three Amigos".

### Tatoeages
Rutten heeft meerdere tatoeages op zijn lichaam. Elke tatoeage heeft een spirituele en/of emotionele boodschap.

Alles heeft een betekenis voor me. Ik heb een symbool voor het jaar van de Slang. Alle tatoeages op de zijkant van mijn knie en ellebogen zijn bedoeld om me rustig te maken. Ik geloof echt in deze geesten. Ik heb de namen van mijn dochters op mijn polsen. Op mijn rechter handpalm heb ik een qi (of chi) symbool dat 'levensenergie' betekent - en nadat ik deze had laten zetten heb ik nooit meer een gevecht verloren. En toen ik dacht (voor wat voor reden dan ook) dat ik snel zou sterven, heb ik op de andere palm xiao laten zetten, dat 'lang leven' betekent. Op mijn onderarm heb ik een heel mooi samurailogo dat ik in een bijzondere plek in Japan heb laten zetten. Het staat voor familie. Op mijn linkerarm staat het symbool van een boeddhistische god die alle mensen die in het jaar van de Slang zijn geboren beschermt. Lang geleden zette ik furoshin op mijn hand en dat betekent 'onverzettelijke monnik'. Dus in wat voor stressvolle situatie ik ook in terechtkom, dit alles helpt me om relaxt te blijven en te focussen."

### MMA en Pancrase Resultaten
| Resultaat | Record | Tegenstander       | Methode                         | Wedstrijd                                     | Datum      | Tijd    | Noten                                                   |
| --------- | ------ | ------------------ | ------------------------------- | --------------------------------------------- | ---------- | ------- | ------------------------------------------------------- |
| Win       | 28–4–1 | Ruben Villareal    | TKO (Leg Kicks)                 | WFA – King of the Streets                     | 2006-07-22 | 1, 3:24 |                                                         |
| Win       | 27–4–1 | Kevin Randleman    | Decision (Split)                | UFC 20 – Battle for the Gold                  | 1999-05-07 | 1 21:00 | UFC Heavyweight Championship and retires due to injury. |
| Win       | 26–4–1 | Tsuyoshi Kohsaka   | KO (Strikes)                    | UFC 18: The Road to the Heavyweight Title     | 1999-01-08 | 1 14:15 |                                                         |
| Win       | 25–4–1 | Kengo Watanabe     | TKO (3 knock downs)             | Pancrase-1998 Anniversary Show                | 1998-09-14 | 1, 2:58 |                                                         |
| Win       | 24–4–1 | Keiichiro Yamamiya | Submission (Rear Naked Choke)   | Pancrase-Alive 11                             | 1997-12-20 | 1, 4:58 |                                                         |
| Win       | 23–4–1 | Osami Shibuya      | Submission (Body Crunch)        | Pancrase-1997 Anniversary Show                | 1997-09-06 | 1, 3:15 |                                                         |
| Win       | 22–4–1 | Takaku Fuke        | Submission (Arm Bar)            | Pancrase-Alive 7                              | 1997-06-30 | 1, 4:28 |                                                         |
| Win       | 21–4–1 | Kiuma Kunioku      | Decision (Lost Points)          | Pancrase-Alive 4                              | 1997-04-27 | 1 15:00 |                                                         |
| Draw      | 20–4–1 | Osami Shibuya      | Draw                            | Pancrase-Alive 3                              | 1997-03-22 | 1 15:00 |                                                         |
| Win       | 20–4   | Manabu Yamada      | Submission (Choke hold)         | Pancrase-Truth 7                              | 1996-10-08 | 1, 0:54 |                                                         |
| Win       | 19–4   | Masakatsu Funaki   | KO (Palm strikes)               | Pancrase-1996 Anniversary Show                | 1996-09-07 | 1 17:05 |                                                         |
| Win       | 18–4   | Jason Delucia      | TKO (Liver Shot)                | Pancrase-Truth 6                              | 1996-06-25 | 1, 8:48 |                                                         |
| Win       | 17–4   | Frank Shamrock     | TKO (Gave up)                   | Pancrase-Truth 5                              | 1996-05-16 | 1 11:11 |                                                         |
| Win       | 16–4   | Katsuomi Inagaki   | TKO                             | Pancrase-Truth 4                              | 1996-04-08 | 1 14:07 |                                                         |
| Win       | 15–4   | Guy Mezger         | Submission                      | Pancrase-Truth 2                              | 1996-03-02 | 1 19:36 |                                                         |
| Win       | 14–4   | Ryushi Yanagisawa  | Submission (Choke)              | Pancrase-Eyes Of Beast 7                      | 1995-12-14 | 1 27:35 |                                                         |
| Win       | 13–4   | Maurice Smith      | Submission (Choke)              | Pancrase-Eyes Of Beast 6                      | 1995-11-04 | 1, 4:34 |                                                         |
| Win       | 12–4   | Minoru Suzuki      | Submission (Guillotine Choke)   | Pancrase-1995 Anniversary Show                | 1995-09-01 | 1 15:35 |                                                         |
| Win       | 11–4   | Frank Shamrock     | Decision (Split)                | Pancrase-1995 Neo-Blood Tournament, Round 2   | 1995-07-23 | 1 15:00 |                                                         |
| Win       | 10–4   | Jason Delucia      | Submission (Toe Hold)           | Pancrase-Eyes Of Beast 5                      | 1995-06-13 | 1, 1:32 |                                                         |
| Win       | 9–4    | Maurice Smith      | Submission (Kneebar)            | Pancrase-Eyes Of Beast 4                      | 1995-05-13 | 1, 2:10 |                                                         |
| Win       | 8–4    | Takaku Fuke        | Submission (Heel Hook)          | Pancrase-Eyes Of Beast 3                      | 1995-04-08 | 1, 1:52 |                                                         |
| Loss      | 7–4    | Ken Shamrock       | Submission (Kneebar)            | Pancrase-Eyes Of Beast 2                      | 1995-03-10 | 1, 1:01 |                                                         |
| Win       | 7–3    | Manabu Yamada      | Submission (Arm triangle choke) | Pancrase-Eyes Of Beast 1                      | 1995-01-26 | 1, 1:05 |                                                         |
| Loss      | 6–3    | Frank Shamrock     | Decision (Majority)             | Pancrase-King of Pancrase Tournament, Round 1 | 1994-12-16 | 1 10:00 |                                                         |
| Win       | 6–2    | Jason Delucia      | Submission (Guillotine Choke)   | Pancrase-Road To The Championship 5           | 1994-10-15 | 1, 1:43 |                                                         |
| Loss      | 5–2    | Ken Shamrock       | Submission (Rear Naked Choke)   | Pancrase-Road To The Championship 3           | 1994-07-26 | 1 16:42 |                                                         |
| Win       | 5–1    | Minoru Suzuki      | TKO                             | Pancrase-Road To The Championship 2           | 1994-07-06 | 1, 3:43 |                                                         |
| Win       | 4–1    | Yoshiki Takahashi  | TKO                             | Pancrase-Road To The Championship 1           | 1994-05-31 | 1, 1:37 |                                                         |
| Win       | 3–1    | Vernon White       | Submission (Guillotine Choke)   | Pancrase-Pancrash! 3                          | 1994-04-21 | 1, 1:16 |                                                         |
| Loss      | 2–1    | Masakatsu Funaki   | Submission (Toehold)            | Pancrase-Pancrash! 1                          | 1994-01-19 | 1, 2:58 |                                                         |
| Win       | 2–0    | Takaku Fuke        | TKO                             | Pancrase-Yes, We are Hybrid Wrestlers 2       | 1993-10-14 | 1, 2:03 |                                                         |
| Win       | 1–0    | Ryushi Yanagisawa  | TKO                             | Pancrase-Yes, We are Hybrid Wrestlers 1       | 1993-09-21 | 1, 0:43 |                                                         |